# میخال یانیشفسکی (سیاستمدار)
میخال یانیشفسکی (به انگلیسی: Michał Janiszewski؛ ۲۶ سپتامبر ۱۹۵۴ – ۱۴ ژانویهٔ ۲۰۲۵) سیاستمدار اهل لهستان بود.
او که عضو کنفدراسیون مستقل لهستان بود، از سال ۱۹۹۱ میلادی تا ۱۹۹۳ میلادی، و دوباره از سال ۱۹۹۷ میلادی تا ۲۰۰۱ میلادی در مجلس سیم لهستان خدمت کرد.
یانیشفسکی در ۱۴ ژانویهٔ ۲۰۲۵، در سن ۷۰ سالگی درگذشت.